# Eumeu Sène
Eumeu Sène est le nom d'arène de Mamadou Ngom, champion de lutte sénégalaise, fondateur et chef de file de l'écurie Tay Shinger.
Il gagne son titre de roi des arènes le 28 juillet 2018 face à Bombardier de Mbour.

## Biographie
Mamadou Ngom dit Eumeu Sene est né le 4 février 1979 au sein d'une famille de lutteurs.
Il mesure 1,80 m pour 115 kg.
Il a exercé le métier de tôlier.
Il a commencé la lutte par les mbapatts (lutte sans frappe), où ses bons résultats lui ouvrirent les portes de l'équipe nationale avec laquelle il obtient deux titres de champion d'Afrique.
En lutte avec frappe il devient un espoir au sein de l'écurie de Pikine qu'il quittera à la suite de sa défaite contre Gris Bordeaux en 2004 pour rejoindre (après avoir transité par Hal Pulaar) l'écurie Bul Faalé de son idole Tyson. Il s'y fera sa place en supplantant Coly Faye comme lieutenant.
En 2011, à la suite de problèmes internes à Boul Faale, il créera sa propre structure Tay Shinger. 
À la suite de sa victoire de 2015 contre l'ex roi des arènes Balla Gaye 2 il est pressenti comme challenger de Bombardier, titre de roi des arènes en jeu. Différents reports empêcheront le combat de se tenir en 2015/2016 et 2016/2017. 
Il remporte le combat royal le 28 juillet 2018 devenant ainsi roi des arènes.
Le 27 mars 2022, il bat pour la deuxième Bombardier.

## Carrière
- Un titre de champion d'Afrique en lutte simple par équipe;
- Au sein de l'arène sénégalaise de lutte avec frappe :
  - 13 victoires: Ouza Sow (Fass), Bassirou Gaye (Thiaroye), Nguèye Loum (Mermoz), Mbaye Diouf (Baol), Soulèye Dop (Sine Saloum), Zale Lô (Force Tranquille), Balla Gaye 2 (ELBG) 2 fois, Gris Bordeaux (Fass), Lac de Guiers 2 (Walo), Bombardier 2 fois (Mbour), Sa Thiès (ELBG);
  - 9 défaites: Mbodji Diagne (Thiaroye), Ma Fall Sèye (Walo), Boy Kaïré (Soumbédioune), Gris Bordeaux (Fass), Khadim Ndiaye (Thiaroye) par décision médicale, Modou Lo 2 fois (Rock Energie), Lac de Guiers 2 (Walo), Tapha Tine (Baol Mballo);
  - 2 nuls: Simel Faye (Sérère ), Lac de Guiers 2 (Walo);
  - 1 combat sans verdict Mbaye Diouf (Baol).

5 années blanches 2001/2002, 2007/2008, 2012/2013, 2015/2016, 2016/2017

### 1997/1998
| Année | Jour    | Lutteur    | Écurie | Adversaire    | Écurie adverse | Résultat |
| ----- | ------- | ---------- | ------ | ------------- | -------------- | -------- |
| 1998  | 19 mars | Eumeu Sene | Pikine | Mbodji Diagne | Thiaroye       | Défaite  |

### 1998/1999
| Année | Jour      | Lutteur    | Écurie | Adversaire   | Écurie adverse | Résultat |
| ----- | --------- | ---------- | ------ | ------------ | -------------- | -------- |
| 1999  | 7 février | Eumeu Sene | Pikine | Ouza Sow     | Fass           | Victoire |
| 1999  | 23 mai    | Eumeu Sene | Pikine | Ma Fall Seye | Walo           | Défaite  |
| 1999  | 7 aout    | Eumeu Sene | Pikine | Ngueye Loum  | Mermoz         | Victoire |

### 1999/2000
| Année | Jour       | Lutteur    | Écurie | Adversaire  | Écurie adverse | Résultat     |
| ----- | ---------- | ---------- | ------ | ----------- | -------------- | ------------ |
| 2000  | 30 juillet | Eumeu Sene | Pikine | Mbaye Diouf | Fass           | Sans verdict |

### 2000/2001
| Année | Jour       | Lutteur    | Écurie | Adversaire | Écurie adverse | Résultat |
| ----- | ---------- | ---------- | ------ | ---------- | -------------- | -------- |
| 2001  | 14 janvier | Eumeu Sene | Pikine | Boy Kaire  | Soumbédioune   | Défaite  |

### 2001/2002
| Année | Jour | Lutteur    | Écurie | Adversaire | Écurie adverse | Résultat |
| ----- | ---- | ---------- | ------ | ---------- | -------------- | -------- |
|       |      | Eumeu Sene | Pikine |            |                |          |

### 2002/2003
| Année | Jour       | Lutteur    | Écurie        | Adversaire  | Écurie adverse | Résultat |
| ----- | ---------- | ---------- | ------------- | ----------- | -------------- | -------- |
| 2003  | 23 février | Eumeu Sene | Pikine Mbollo | Simel Faye  | Serere         | Nul      |
| 2003  | 9 juin     | Eumeu Sene | Pikine        | Mbaye Diouf | Baol           | Victoire |

### 2003/2004
| Année | Jour    | Lutteur    | Écurie | Adversaire    | Écurie adverse | Résultat |
| ----- | ------- | ---------- | ------ | ------------- | -------------- | -------- |
| 2004  | 13 juin | Eumeu Sene | Pikine | Gris Bordeaux | Fass           | Défaite  |

### 2004/2005
| Année | Jour      | Lutteur    | Écurie     | Adversaire   | Écurie adverse | Résultat |
| ----- | --------- | ---------- | ---------- | ------------ | -------------- | -------- |
| 2005  | 2 janvier | Eumeu Sene | Boul Faale | Souleye Diop | Sine Saloum    | Victoire |

### 2005/2006
| Année | Jour      | Lutteur    | Écurie     | Adversaire | Écurie adverse | Résultat |
| ----- | --------- | ---------- | ---------- | ---------- | -------------- | -------- |
| 2006  | 2 juillet | Eumeu Sene | Boul Faale | Zale Lô    | Pencum Ndakau  | Victoire |

### 2006/2007
| Année | Jour      | Lutteur    | Écurie     | Adversaire    | Écurie adverse | Résultat | Motif             |
| ----- | --------- | ---------- | ---------- | ------------- | -------------- | -------- | ----------------- |
| 2007  | 4 fevrier | Eumeu Sene | Boul Faale | Khadim Ndiaye | Thiaroye       | Défaite  | Décision Medicale |

### 2007/2008
| Saison    | Lutteur    | Écurie     | Adversaire    | Écurie adverse | Résultat      |
| --------- | ---------- | ---------- | ------------- | -------------- | ------------- |
| 2007/2008 | Eumeu Sene | Boul Faale | Année Blanche | Année Blanche  | Année Blanche |

### 2008/2009
| Année | Jour      | Lutteur    | Écurie     | Adversaire   | Écurie adverse            | Résultat | Motif |
| ----- | --------- | ---------- | ---------- | ------------ | ------------------------- | -------- | ----- |
| 2009  | 8 fevrier | Eumeu Sene | Boul Faale | Balla Gaye 2 | Ecole de lutte Balla Gaye | Victoire |       |

### 2009/2010
| Année | Jour            | Lutteur    | Écurie     | Adversaire      | Écurie adverse | Résultat |
| ----- | --------------- | ---------- | ---------- | --------------- | -------------- | -------- |
| 2010  | 28 fevrier 2010 | Eumeu Sene | Boul Faale | Lac de Guiers 2 | Walo           | Nul      |

### 2010/2011
| Année | Jour  | Lutteur    | Écurie     | Adversaire    | Écurie adverse | Résultat | Motif |
| ----- | ----- | ---------- | ---------- | ------------- | -------------- | -------- | ----- |
| 2011  | 6 mai | Eumeu Sene | Boul Faale | Gris Bordeaux | Fass           | Victoire |       |

### 2011/2012
| Année | Jour    | Lutteur    | Écurie      | Adversaire      | Écurie adverse | Résultat | Motif |
| ----- | ------- | ---------- | ----------- | --------------- | -------------- | -------- | ----- |
| 2012  | 8 avril | Eumeu Sene | Tay Shinger | Lac de Guiers 2 | Walo           | Victoire |       |

### 2012/2013
| Année | Jour | Lutteur    | Écurie      | Adversaire | Écurie adverse | Résultat |
| ----- | ---- | ---------- | ----------- | ---------- | -------------- | -------- |
|       |      | Eumeu Sene | Tay Shinger |            |                |          |

### 2013/2014
| Année | Jour       | Lutteur    | Écurie      | Adversaire | Écurie adverse | Résultat |
| ----- | ---------- | ---------- | ----------- | ---------- | -------------- | -------- |
| 2014  | 31 janvier | Eumeu Sene | Tay Shinger | Modou Lo   | Rock Energie   | Défaite  |

### 2014/2015
| Année | Jour    | Lutteur    | Écurie      | Adversaire   | Écurie adverse            | Résultat |
| ----- | ------- | ---------- | ----------- | ------------ | ------------------------- | -------- |
| 2015  | 5 avril | Eumeu Sene | Tay Shinger | Balla Gaye 2 | École de lutte Balla Gaye | Victoire |

### 2015/2016
| Année | Jour | Lutteur    | Écurie      | Adversaire    | Écurie adverse | Résultat      |
| ----- | ---- | ---------- | ----------- | ------------- | -------------- | ------------- |
|       |      | Eumeu Sene | Tay Shinger | Année blanche | Année blanche  | Année blanche |

### 2016/2017
| Année | Jour | Lutteur    | Écurie      | Adversaire    | Écurie adverse | Résultat      |
| ----- | ---- | ---------- | ----------- | ------------- | -------------- | ------------- |
|       |      | Eumeu Sene | Tay Shinger | Année blanche | Année blanche  | Année blanche |

### 2017/2018
| Titre          | Année | Jour       | Lutteur    | Écurie      | Adversaire | Écurie adverse | Résultat |
| -------------- | ----- | ---------- | ---------- | ----------- | ---------- | -------------- | -------- |
| Roi des Arènes | 2018  | 28 juillet | Eumeu Sene | Tay Shinger | Bombardier | Mbour          | Victoire |